# Dębianka (Ukraina)
Dębianka (ukr.  Дуб'янка, Dubjanka) – wieś na Ukrainie w rejonie lwowskim (wcześniej w rejonie pustomyckim) obwodu lwowskiego.

## Urodzeni
- Bronisław Surmiak